# FC Schifflange 95
FC Schifflange 95 (lux. FC Schëffleng 95) is een Luxemburgse voetbalclub uit Schifflange. De traditionele kleuren zijn groen en geel. 

## Geschiedenis

### The National Schifflange
The National Schifflange speelde pendelde sinds de jaren twintig tussen de eerste en tweede klasse. Hoogtepunt in de geschiedenis van de club was de landstitel in 1952. Na een degradatie in 1965 moest de club zes jaar wachten op een nieuw verblijf en kon dan nog drie seizoenen in eerste blijven alvorens helemaal weg te zakken tot de vijfde klasse. Eind jaren tachtig begon de club aan een remonte en bereikte opnieuw de tweede klasse, maar na een nieuwe degradatie werd besloten te fuseren met Les Amis des Sports Schifflange, een club die nog geen rol van betekenis had gespeeld in het Luxemburgs voetbal. Enkel tussen 1951 en 1962 speelde die club elf jaar in de tweede klasse.

### FC Schifflange 95
De fusieclub werd meteen kampioen in de derde klasse. Na een rustig eerste seizoen eindigde de club in het tweede seizoen op een gedeelde derde plaats. Het volgende seizoen werd FC tweede achter US Rumelange en promoveerde naar de Nationaldivisioun. Enkel voor Aris Bonnevoie verliep het seizoen nog rampzaliger en FC Schifflange 95 degradeerde na één seizoen terug naar de Éirepromotioun. Sindsdien kwam het uit in de amateurreeksen, maar promoveerde in 2023 toch weer naar het hoogste niveau in Luxemburg.
Miralem Pjanic is opgeleid bij de Luxemburgse club. Met zijn transfer van Juventus FC naar FC Barcelona kreeg Schifflange 95 een opleidingsvergoeding van 450.000 euro overgemaakt.